# Suphornphan Kaewsamat
Suphornphan Kaewsamat – tajska zapaśniczka walcząca w stylu wolnym. Złota medalistka igrzysk Azji Południowo-Wschodniej w 2005. Dziewiąta na mistrzostwach Azji z 2004 roku.